# Chiesa e Stato vol.1 - Potere spirituale
Chiesa e Stato vol.1 - Potere spirituale è un cortometraggio italiano del 2013 diretto da Umberto Baccolo, sul tema del rapporto tra sessualità e potere, e soprattutto tra omosessualità BDSM e potere religioso cattolico, che ha partecipato a diversi festival di cinema internazionali.

## Trama
In una chiesa, un ragazzo italo-cinese che vive la religione cattolica in modo bigotto e succube, confessa al suo parroco di aver vissuto una forte esperienza gay sadomaso che ha mandato in crisi tutte le sue certezze. Ma le cose sono diverse da quello che sembrano.

## Produzione, distribuzione e accoglienza
Il corto, prodotto dalla Scuola di Cinema della storica rivista di critica Sentieri selvaggi, con la supervisione del regista Toni Trupia, girato in parte nel centro sociale autogestito Communia a Roma e postprodotto nella scena artistica underground di Berlino, è stato presentato con buona accoglienza, sottotitolato in inglese, a diversi festival internazionali e rassegne a partire dal settembre 2013, tra gli altri al Boddinale International Film Festival di Berlino il 10 febbraio 2015 e, fuori concorso, al Florence Queer Festival di Firenze il 12 novembre 2015, in quest'ultimo caso abbinato alla première del film tedesco Desire Will Set You Free di Yony Leyser, co-prodotto da Baccolo. Su IMDB ha una media di voto di 9,8/10 e su FilmTV di 9/10. Sulle diverse piattaforme, tra cui YouTube, sulle quali dal 2014 è visualizzabile sia in versione italiana che estera con il titolo internazionale Church and State vol.1 - Spiritual Power, ha realizzato oltre 50 mila visualizzazioni complessive.